# Wings of Forever
Wings of Forever es el primer álbum del grupo británico de power metal Power Quest.

## Lista de canciones
1. Prelude to Destiny - 1:45
2. Wings of Forever - 5:31
3. Far Away - 4:48
4. Glory Tonight - 6:09
5. Power Quest (part 1) - 7:39
6. Beyond the Stars - 4:43
7. Immortal Plains - 5:45
8. Follow Your Heart - 6:24
9. Freedom of Thought - 7:04
10. Distant Lands - 2:26
11. Gates of Tomorrow - (bonus track)

- Datos: Q2887973